# Ciclismo ai Giochi della XXIX Olimpiade - BMX maschile
Le prove di BMX maschile dei Giochi della XXIX Olimpiade furono corse dal 20 al 22 agosto al Laoshan BMX Field di Pechino, in Cina. La medaglia d'oro fu vinta dal lettone Māris Štrombergs.
Fu la prima gara olimpica nella storia della specialità e vi presero parte trentadue atleti in rappresentanza di venti nazioni.

## Programma
La gara si svolse presso il Laoshan Bicycle Moto Cross (BMX) Venue mercoledì 20 e venerdì 22 agosto 2008, secondo il seguente calendario:
| Data | Inizio* | Fine* | Evento     | Prova                      |
| --- | ------- | ----- | ---------- | -------------------------- |
| Mercoledì 20 agosto | 09:00   | 09:45 | BMX Uomini | Prova a tempo 1ª manche    |
| Mercoledì 20 agosto | 10:15   | 11:00 | BMX Uomini | Prova a tempo 2ª manche    |
| Mercoledì 20 agosto | 11:40   | 11:52 | BMX Uomini | Quarti di finale 1ª manche |
| Mercoledì 20 agosto | 12:05   | 12:17 | BMX Uomini | Quarti di finale 2ª manche |
| Mercoledì 20 agosto | 12:32   | 12:48 | BMX Uomini | Quarti di finale 3ª manche |
| Venerdì 22 agosto** | 09:08   | 09:16 | BMX Uomini | Semifinale 1ª manche       |
| Venerdì 22 agosto** | 09:38   | 09:46 | BMX Uomini | Semifinale 2ª manche       |
| Venerdì 22 agosto** | 10:08   | 10:16 | BMX Uomini | Semifinale 3ª manche       |
| Venerdì 22 agosto** | 10:40   | 10:45 | BMX Uomini | Finale                     |
| Venerdì 22 agosto** | 11:10   | 11:18 | BMX Uomini | Cerimonia di premiazione   |
| * Gli orari sono indicati secondo il fuso orario cinese, sei ore in anticipo rispetto all'ora italiana. ** In programma originariamente per giovedì 21, rimandate per pioggia. |         |       |            |                            |

## Qualificazione
La qualificazione, attribuita alla nazione e non a titolo individuale agli atleti, avvenne sulla base del ranking UCI e dei risultati dei Campionati del mondo di BMX 2008, più due posti ad invito riservati alla Tripartite Commission (CIO, ANOC, UCI).
Queste le nazioni qualificate:
| Evento                    | Piazzamento nella classifica per nazioni | Nazioni qualificate                                    | Atleti per nazione |
| ------------------------- | ---------------------------------------- | ------------------------------------------------------ | ------------------ |
| Ranking UCI               | 1 - 5                                    | Stati Uniti Australia Lettonia Paesi Bassi Colombia    | 3                  |
| Ranking UCI               | 6 - 8                                    | Francia Argentina Nuova Zelanda                        | 2                  |
| Ranking UCI               | 9 - 11                                   | Rep. Ceca Venezuela Ecuador                            | 1                  |
| Campionato del mondo 2008 | 1 - 6                                    | Sudafrica Italia Regno Unito Svizzera Danimarca Canada | 1                  |
| Posti ad invito           |                                          | Norvegia Ungheria Giappone                             | 1                  |
| Totale                    |                                          |                                                        | 32                 |

La Nuova Zelanda, pur avendo diritto ad iscrivere due atleti, scelse di iscriverne uno solo. I due posti ad invito riservati alla Tripartite Commission furono assegnati alle prime due nazioni escluse ai Campionati del mondo. A queste si aggiunse la terza esclusa (Giappone) per coprire il posto vacante dovuto alla rinuncia neozelandese.

## Risultati
Il formato della gara prevedeva una prova cronometrata individuale, su due manche, in base alla quale i trentadue atleti venivano raggruppati in quattro batterie. Ciascuna batteria disputava tre manche con classifica generale stilata sommando i piazzamenti nelle singole manche. I quattro migliori classificati di ciascun gruppo accedevano alle semifinali disputate con lo stesso sistema. I quattro migliori classificati nelle due semifinali accedevano alla finale disputata in una sola manche.

### Prima fase
Nota: DNF ritirato
| Pos. | Atleta                 | Manche | Manche | Miglior tempo |
| Pos. | Atleta                 | 1ª     | 2ª     | Miglior tempo |
| ---- | ---------------------- | ------ | ------ | ------------- |
| 1    | Mike Day               | 36.127 | 35.692 | 35.692        |
| 2    | Māris Štrombergs       | 35.910 | 36.198 | 35.910        |
| 3    | Damien Godet           | 36.517 | 36.008 | 36.008        |
| 4    | Arturs Matison         | 36.210 | 36.072 | 36.072        |
| 5    | Raymon van der Biezen  | 36.112 | 40.153 | 36.112        |
| 6    | Sergio Salazar         | 36.677 | 36.145 | 36.145        |
| 7    | Augusto Castro         | 36.301 | 38.445 | 36.301        |
| 8    | Jonathan Suarez        | 37.120 | 36.325 | 36.325        |
| 9    | Andrés Jiménez         | 36.893 | 36.339 | 36.339        |
| 10   | Manuel De Vecchi       | 37.309 | 36.351 | 36.351        |
| 11   | Jared Graves           | 36.372 | DNF    | 36.372        |
| 12   | Kyle Bennet            | 36.491 | 36.421 | 36.421        |
| 13   | Sifiso Nhlapo          | 36.867 | 36.428 | 36.428        |
| 14   | Roger Rinderknecht     | 36.466 | DNF    | 36.466        |
| 15   | Jamie Hildebrandt      | 37.054 | 36.492 | 36.492        |
| 16   | Ivo Lakucs             | 36.770 | 36.509 | 36.509        |
| 17   | Marc Willers           | 36.725 | 36.519 | 36.519        |
| 18   | Rob van den Wildenberg | 36.522 | 39.167 | 36.522        |
| 19   | Thomas Allier          | 37.176 | 36.649 | 36.649        |
| 20   | Michal Prokop          | 37.127 | 36.689 | 36.689        |
| 21   | Ramiro Marino          | 36.768 | 37.029 | 36.768        |
| 22   | Luke Madill            | 36.923 | 36.795 | 36.795        |
| 23   | Robert de Wilde        | 36.803 | 50.268 | 36.803        |
| 24   | Donny Robinson         | 36.810 | 36.868 | 36.810        |
| 25   | Emilio Falla           | 37.942 | 36.993 | 36.993        |
| 26   | Scott Erwood           | 37.534 | 37.050 | 37.050        |
| 27   | Cristian Becerine      | 37.756 | 37.253 | 37.253        |
| 28   | Liam Phillips          | 37.392 | 37.470 | 37.392        |
| 29   | Henrik Baltzersen      | 37.671 | 37.635 | 37.635        |
| 30   | Sebastian Kartfjord    | 39.389 | 38.688 | 38.688        |
| 31   | Vilmos Radasics        | 39.935 | 38.830 | 38.830        |
| 32   | Akifumi Sakamoto       | 40.548 | 41.211 | 40.548        |

### Quarti di finale
20 agosto
| Gruppo 1 | Gruppo 1         | Gruppo 1 | Gruppo 1 | Gruppo 1 | Gruppo 1 | Gruppo 1 |
| Pos.     | Atleta           | Manche   | Manche   | Manche   | Totale   |          |
| Pos.     | Atleta           | 1ª       | 2ª       | 3ª       | Totale   |          |
| -------- | ---------------- | -------- | -------- | -------- | -------- | -------- |
| 1        | Mike Day         | 1        | 1        | 1        | 3        |          |
| 2        | Marc Willers     | 4        | 3        | 2        | 9        |          |
| 3        | Donny Robinson   | 6        | 2        | 3        | 11       |          |
| 4        | Andres Jimenez   | 2        | 5        | 4        | 11       |          |
| 5        | Jonathan Suarez  | 8        | 4        | 5        | 17       |          |
| 6        | Emilio Falla     | 3        | 6        | 8        | 17       |          |
| 7        | Akifumi Sakamoto | 5        | 8        | 6        | 19       |          |
| 8        | Ivo Lakucs       | 7        | 7        | 7        | 21       |          |

| Gruppo 2 | Gruppo 2              | Gruppo 2 | Gruppo 2 | Gruppo 2 | Gruppo 2 | Gruppo 2 |
| Pos.     | Atleta                | Manche   | Manche   | Manche   | Totale   |          |
| Pos.     | Atleta                | 1ª       | 2ª       | 3ª       | Totale   |          |
| -------- | --------------------- | -------- | -------- | -------- | -------- | -------- |
| 1        | Sifiso Nhlapo         | 3        | 2        | 1        | 6        |          |
| 2        | Arturs Matisons       | 1        | 3        | 2        | 6        |          |
| 3        | Raymon van der Biezen | 4        | 1        | 5        | 10       |          |
| 4        | Kyle Bennet           | 2        | 4        | 8        | 14       |          |
| 5        | Henrik Baltzersen     | 8        | 5        | 3        | 16       |          |
| 6        | Michal Prokop         | 7        | 7        | 4        | 18       |          |
| 7        | Liam Phillips         | 5        | 6        | 7        | 18       |          |
| 8        | Ramiro Marino         | 6        | 8        | 6        | 20       |          |

| Gruppo 3 | Gruppo 3               | Gruppo 3 | Gruppo 3 | Gruppo 3 | Gruppo 3 | Gruppo 3 |
| Pos.     | Atleta                 | Manche   | Manche   | Manche   | Totale   |          |
| Pos.     | Atleta                 | 1ª       | 2ª       | 3ª       | Totale   |          |
| -------- | ---------------------- | -------- | -------- | -------- | -------- | -------- |
| 1        | Māris Štrombergs       | 1        | 1        | 5        | 7        |          |
| 2        | Rob van den Wildenberg | 2        | 5        | 1        | 8        |          |
| 3        | Manuel De Vecchi       | 3        | 6        | 2        | 11       |          |
| 4        | Jamie Hildebrandt      | 7        | 3        | 3        | 13       |          |
| 5        | Augusto Castro         | 4        | 4        | 6        | 14       |          |
| 6        | Vilmos Radasics        | 6        | 8        | 4        | 18       |          |
| 7        | Robert de Wilde        | 8        | 2        | 8        | 18       |          |
| 8        | Scott Erwood           | 5        | 7        | 7        | 19       |          |

| Gruppo 4 | Gruppo 4            | Gruppo 4 | Gruppo 4 | Gruppo 4 | Gruppo 4 | Gruppo 4 |
| Pos.     | Atleta              | Manche   | Manche   | Manche   | Totale   |          |
| Pos.     | Atleta              | 1ª       | 2ª       | 3ª       | Totale   |          |
| -------- | ------------------- | -------- | -------- | -------- | -------- | -------- |
| 1        | Jared Graves        | 1        | 2        | 1        | 4        |          |
| 2        | Cristian Becerine   | 2        | 7        | 2        | 11       |          |
| 3        | Roger Rinderknecht  | 8        | 1        | 3        | 12       |          |
| 4        | Damien Godet        | 3        | 4        | 6        | 13       |          |
| 5        | Sergio Salazar      | 7        | 3        | 5        | 15       |          |
| 6        | Thomas Allier       | 4        | 5        | 7        | 16       |          |
| 7        | Luke Madill         | 6        | 8        | 4        | 18       |          |
| 8        | Sebastian Kartfjord | 5        | 6        | 8        | 19       |          |

### Semifinali
22 agosto
| Gruppo 1 | Gruppo 1              | Gruppo 1 | Gruppo 1 | Gruppo 1 | Gruppo 1 | Gruppo 1 |
| Pos.     | Atleta                | Manche   | Manche   | Manche   | Totale   |          |
| Pos.     | Atleta                | 1ª       | 2ª       | 3ª       | Totale   |          |
| -------- | --------------------- | -------- | -------- | -------- | -------- | -------- |
| 1        | Mike Day              | 1        | 1        | 3        | 5        |          |
| 2        | Sifiso Nhlapo         | 3        | 3        | 2        | 8        |          |
| 3        | Donny Robinson        | 2        | 2        | 6        | 10       |          |
| 4        | Andres Jimenez        | 4        | 4        | 5        | 13       |          |
| 5        | Raymon van der Biezen | 7        | 6        | 1        | 14       |          |
| 6        | Kyle Bennett          | 5        | 5        | 4        | 14       |          |
| 7        | Arturs Matison        | 6        | 8        | 8        | 22       |          |
| 8        | Marc Willers          | 8        | 7        | 8        | 23       |          |

| Gruppo 2 | Gruppo 2               | Gruppo 2 | Gruppo 2 | Gruppo 2 | Gruppo 2 | Gruppo 2 |
| Pos.     | Atleta                 | Manche   | Manche   | Manche   | Totale   |          |
| Pos.     | Atleta                 | 1ª       | 2ª       | 3ª       | Totale   |          |
| -------- | ---------------------- | -------- | -------- | -------- | -------- | -------- |
| 1        | Māris Štrombergs       | 1        | 1        | 1        | 3        |          |
| 2        | Rob van den Wildenberg | 3        | 2        | 4        | 9        |          |
| 3        | Jared Graves           | 2        | 5        | 3        | 10       |          |
| 4        | Damien Godet           | 4        | 4        | 6        | 14       |          |
| 5        | Cristian Becerine      | 5        | 8        | 2        | 15       |          |
| 6        | Jamie Hildebrandt      | 7        | 6        | 5        | 18       |          |
| 7        | Roger Rinderknecht     | 8        | 3        | 8        | 19       |          |
| 8        | Manuel De Vecchi       | 6        | 7        | 7        | 20       |          |

### Finale
22 agosto
| Pos. | Atleta                 | Tempo    |
| ---- | ---------------------- | -------- |
| 1    | Māris Štrombergs       | 36"190   |
| 2    | Mike Day               | 36"606   |
| 3    | Donny Robinson         | 36"972   |
| 4    | Andres Jimenez         | 39"137   |
| 5    | Rob van den Wildenberg | 39"772   |
| 6    | Jared Graves           | 2'19"233 |
| DNF  | Sifiso Nhlapo          | -        |
| DNF  | Damien Godet           | -        |